# Закованная фильмой
«Зако́ванная фи́льмой» (1918) — немой художественный фильм режиссёра Никандра Туркина по сценарию Владимира Маяковского. Фильм снят в Петрограде на студии "Нептун". Частично утерян.

## Сюжет
Художник скучает. Он ходит по улицам, ищет неизвестно чего: на бульваре подсаживается к женщине, заговаривает с ней, но женщина вдруг становится прозрачной и у неё вместо сердца оказываются шляпка, ожерелья, шляпные булавки. Он приходит домой. Просвечивает и жена художника: вместо сердца — кастрюльки. Художник встречает друга, у того вместо сердца — бутылка и карты. На бульваре к художнику пристает цыганка, предлагает погадать. Она нравится художнику. Он приводит её к себе в мастерскую. С увлечением принимается писать её портрет, но кисть идёт всё медленнее. Цыганка начинает просвечивать: у неё вместо сердца — монеты. Художник платит ей и выталкивает из мастерской. Жена утешает расстроенного художника, но безуспешно. Он уходит из дома. Большая кинематографическая контора. Дела её плохи: нет боевиков. Входит элегантно одетый человек с бородкой. Он напоминает не то одного из персонажей Гофмана, не то Мефистофеля. Человек с бородкой принёс коробку с фильмом «Сердце экрана». Владельцы конторы в восторге. Фильм принимают в прокат. Рекламная горячка. По всему городу — плакаты «Сердце экрана» (балерина, в руках у неё сердце). Идут «сандвичи» с плакатами, прохожим раздают рекламные листовки. Во всех кинотеатрах идет картина «Сердце экрана». Скучающий художник заходит в кинотеатр и смотрит «Сердце экрана». В фильме — целый мир кино: балерину (сердце кино) окружают Макс Линдер, Аста Нильсен и остальные кинознаменитости, ковбои, сыщики и другие киноперсонажи, преимущественно из американских детективных фильмов. Сеанс окончен, публика расходится. Художник проталкивается к экрану и бешено аплодирует. Оставшись один в тёмном зале, продолжает аплодировать. Экран освещается. Балерина появляется на экране, затем сходит с экрана и подходит к художнику. Он обнимает её за плечи и ведёт к выходу. Сторож запирает за ними дверь. На улице пасмурно, дождь. Балерина морщится, отступает назад и исчезает через запертую дверь. Художник в отчаянии. Он бешено стучит, но напрасно; дверь не открывается. Художник идёт домой. Валится на кровать — он заболел. Приходит врач, выслушивает его, прописывает лекарства, уходит. У дверей дома, где живёт художник, врач встречается с цыганкой, влюбившейся в художника. Они стоят около плаката «Сердце экрана»; цыганка спрашивает о здоровье художника. Глаза балерины на плакате поворачиваются к ним — балерина прислушивается. Прислуга художника покупает в аптеке лекарства. Идёт домой и на улице загляделась на «сандвичей». Бумага рвётся, лекарства вываливаются. Прислуга подбирает упавший плакат и завёртывает лекарства. Приносит лекарства художнику. Он выпроваживает из комнаты ухаживающую за ним жену. Разворачивает плакат, замечает плакат. Расправив его, прислоняет к столику около кровати. Балерина на плакате оживает, оказывается сидящей на столике. Она встаёт, подходит к художнику. Он страшно обрадован и немедленно выздоравливает. В момент своего оживления балерина исчезает со всех плакатов, со стен, у «сандвичей», с листовок в руках читающих. Исчезает она и из самого фильма. В кинематографической конторе полная паника, особенно неистовствует человек с бородкой. Художник предлагает балерине уехать с ним в его загородный дом. Он кладет её на диван, заворачивает в трубочку, как плакат, завязывает лентой, берёт в руки, садится с плакатом в автомобиль и уезжает. Художник с балериной приезжают в загородный дом. Он переодевает её в платье, накрывает на стол к завтраку, старается развлекать её, но она уже скучает по экрану, бросается ко всему белому, напоминающему экран, ласкает печку, скатерть, наконец она сдёргивает скатерть вместе с едой, вешает её на стену и становится в позу. Она просит художника достать ей экран. Он прощается с ней и ночью едет в пустой кинотеатр, там он вырезает ножом экран. Пока художник крадёт экран, балерина гуляет по саду. Цыганка, ревнующая художника к ней, пробралась в загородный дом. Она подстерегает балерину в саду, устраивает ей сцену и под конец ударяет её ножом. На дереве, к которому прислонилась балерина, — приколотый ножом плакат. Цыганка в ужасе бежит к человеку с бородкой и рассказывает ему о том, где находится балерина. Как только цыганка убежала, балерина опять оказывается на дорожке в саду. Балерина ожидает художника в комнате загородного дома. Входит человек с бородкой, окружённый киноперсонажами «Сердце экрана», и приведшая их цыганка. Балерина рада — она уже соскучилась без них. Человек с бородкой окутывает её кинолентой, она растворяется в ленте. Все уходят, остается лишь упавшая в обморок цыганка. Возвращается художник с экраном. Не находит балерины, мечется по комнате в поисках. Он приводит в чувство цыганку, и она рассказывает ему о происшедшем. Он выталкивает цыганку, бросается к плакату «Сердце экрана», как бы ища в нём разгадки, и вдруг видит в самом низу плаката напечатанное мельчайшим, еле заметным шрифтом название кинематографической страны. Художник в вагоне у окна — он едет на поиски этой страны.
(Либретто сценария, записанного со слов Л. Ю. Брик)

## В ролях
- Владимир Маяковский — Художник
- Лиля Брик — Балерина
- Маргарита Кибальчич — Жена Художника
- Александра Ребикова — Цыганка

## Интересные факты
- Владимир Маяковский остался очень недоволен картиной, он считал, что игровое воплощение текста полностью сгубило его замысел. Фильм получился скучным и каким-то неповоротливым.
- В середине 1970-х годов архивисты отыскали несколько забракованных кусков этого фильма, которые хранятся в Российском государственном архиве кинофотодокументов в городе Красногорске, но целиком фильм не сохранился.